# Sinh vật methane dưỡng
Sinh vật methane dưỡng (còn được gọi là sinh vật ưa methane) là những sinh vật nhân sơ dùng methane (metan) làm nguồn carbon và năng lượng hóa học của chúng. Chúng có thể là vi khuẩn hoặc vi khuẩn cổ, hiếu khí hoặc kị khí nhưng tất cả đều sống phụ thuộc vào hợp chất đơn cacbon.
Sinh vật methane dưỡng sinh sống chủ yếu ở và ở gần những môi trường mà methane được sản sinh, dù cũng có một số nhỏ sử dụng được nguồn methane từ khí quyển. Môi trường sống của chúng bao gồm bãi bùn, đầm lầy, ruộng lúa, bãi rác, đất ngập nước và các khối nước tự nhiên (ao hồ, sông suối, biển,...). Chúng đặc biệt được quan tâm bởi những nhà nghiên cứu về sự ấm lên toàn cầu bởi chúng có khả năng làm giảm lượng methane thải ra khí quyển, từ đó đóng vai trò quan trọng trong cân bằng methane.
Methane dưỡng là một dạng cụ thể của methyl dưỡng - sử dụng các hợp chất đơn carbon có tính khử cao hơn CO2. Tuy nhiên, một số sinh vật methyl dưỡng vẫn có thể dùng hợp chất đa carbon, còn sinh vật methane dưỡng thì bị phụ thuộc hoàn toàn vào methane và methanol. Những sinh vật methane dưỡng tùy nghi duy nhất đã được phân lập là những loài thuộc chi Methylocella silvestris, Methylocapsa aurea và một số dòng Methylocystis.
Sinh vật methane dưỡng thuộc nhóm sinh vật oxi hóa methane. Tuy nhiên, có những sinh vật oxi hóa methane mà không phải sinh vật methane dưỡng. Vì lí do này, sinh vật oxi hóa methane được chia làm hai nhóm: MAB (sinh vật methan dưỡng) và AAOB (sinh vật oxi hóa ammonia) - những sinh vật đồng oxi hóa methane.

## Phân loại
Sinh vật methane dưỡng có thể là vi khuẩn hay vi khuẩn cổ. Nhiều nhóm MOB (vi khuẩn oxi hóa methane) đã được phát hiện. Dấu hiệu phân biệt và nhận biết các nhóm này thường là cấu trúc màng và phương thức cố định formaldehyde.
Vi khuẩn cổ methane dưỡng cũng được chia thành một số nhóm.

### Hiếu khí
Trong điều kiện hiếu khí, các sinh vật methane dưỡng hóa hợp oxygen và methane, tạo thành formaldehyde để gắn vào các hợp chất hữu cơ qua con đường serine hoặc con đường RuMP (ribulose monophosphate). Những sinh vật dùng con đường RuMP là type I và X, thuộc họ Methylococcaceae của lớp Gammaproteobacteria. Còn những sinh vật dùng con đường serine là type I, thuộc họ Methylocystaceae và Beijerinckiaceae của lớp Alphaproteobacteria. Chúng cũng đặc trưng bởi một hệ thống nội màng nơi quá trình oxi hóa methane diễn ra.
Sự methane dưỡng hiếu khí cũng được tìm thấy trong họ Methylacidiphilaceae thuộc ngành Verrucomicrobiota. Khác với hai dòng vi khuẩn trước, những vi khuẩn này là vi khuẩn tạp dưỡng. Năm 2021, một dòng vi khuẩn thuộc ngành Gemmatimonadota mang tên Candidatus Methylotropicum kingii cũng đã được phát hiện là có thực hiện methane dưỡng hiếu khí, thể hiện rằng sự methane dưỡng xuất hiện ở bốn ngành của giới Vi khuẩn.
Trong một số trường hợp, sự methane dưỡng hiếu khí có thể diễn ra ngay cả trong môi trường thiếu oxi. Candidatus Methylomirabilis oxyfera thuộc ngành NC10 có thể khử nitrite thông qua con đường "nội hiếu khí", trong đó oxygen được sản sinh nội bào sẽ được dùng để oxi hóa menthane. Trong những hồ nước sạch, methanotroph có thể sống trong vùng nước thiếu oxi, nhưng nhận oxi từ các sinh vật dị dưỡng, rồi dùng chính oxi đó để dinh dưỡng hóa methane.
Chưa có vi khuẩn cổ methane dưỡng nào được tìm thấy.

### Kị khí
Trong môi trường kị khí (bao gồm vùng trầm tích, biển, ruộng lúa và dưới lòng đất), sinh vật methane dưỡng có thể dùng một chất nhận electron khác để oxi hóa methane nên không cần sinh vật trợ dưỡng. Những chất này có thể là ion nitrate, nitrite, sulfate, sắt, hoặc mangan. Những nghiên cứu hải dương học đã tìm thấy rằng methane có thể được oxi hóa kị khí bởi sự hợp tác giữa những tập đoàn vi khuẩn cổ và vi khuẩn khử sulfate. Hình thức AOM (oxi hóa methane kị khí) này chủ yếu sống ở vùng trầm tích biển sâu. Cơ chế cụ thể của loại hình dinh dưỡng này vẫn còn được tranh luận, nhưng giả thuyết phố biến nhất là những vi khuẩn cổ này sử dụng một con đường ngược lại với con đường sinh methane để tạo ra CO2 và một chất trung gian bí ẩn khác. Chất trung gian này sẽ được vi khuẩn khử sulfate sử dụng để tạo ra H2S hoặc H2O.
Dù có hình thức dinh dưỡng tương tự nhau, hai nhóm sinh vật methane dưỡng kị khí và hiếu khí lại chẳng có họ hàng gì với nhau cả. Họ hàng chung gần nhất được biết của sinh vật methane dưỡng kị khí là những sinh vật sinh methane thuộc bộ Methanosarcinales.

### Những loài đặc biệt
Methylococcus capsulatus được sử dụng để sản xuất thức ăn chăn nuôi từ khí tự nhiên.
Vào năm 2010, một loài vi khuẩn mới mang tên "Candidatus Methylomirabilis oxyfera" thuộc ngành NC10 đã được nhận biết là có thể methane dưỡng để tạo ra nitrite mà không cần sinh vật trợ dưỡng cung cấp oxy. Theo nghiên cứu của Ettwig et al.,  đây là vì chúng có cơ chế sản xuất oxy nội bào qua phản ứng tự oxy hóa khử của NO, tạo ra khí oxy và nitơ.

## Phân loại
Kể từ nghiên cứu của Whittenbury et al. vào năm 1970, nhiều chủng sinh vật methane dưỡng đã được cô lập và mô tả. Hiện nay, 18 chi Gammaproteobacteria và 5 chi Alphaproteobacteria đã được cô lập và nhận biết, bao gồm khoảng 60 loài.

## Sự oxi hóa methane
Những sinh vật methane dưỡng oxi hóa methane bằng cách khử một phân tử oxygen thành H2O2 và chuyển methane thành CH3OH sử dụng enzyme methane monooxygenases (MMO). Có hai loại MMO khác nhau đã được phân lập từ nhóm sinh vật này: MMO tan (sMMO) và MMO hạt (pMMO).
Những tế bào chứa pMMO có sức sống mạnh mẽ hơn và khả năng sử dụng methane cũng cao hơn, so với tế bào chứa sMMO. Người ta cho rằng ion đồng (Cu) có thể đóng vai trò quan trọng trong cả sự điều hòa tổng hợp pMMO và điều hòa hoạt tính enzyme, vì vậy tế bào pMMO bị giới hạn nhiều hơn trong môi trường giàu đồng, so với tế bào tạo sMMO.